# چهار فرزند حوروس
چهار خدای مصر باستان که همراه مومیایی‌ها می‌گذاشتند تا از آن حفاظت کنند. این خدایان شامل حاپی، ایمستی، دواموتف و قبح‌سنوف بودند.

## چهار فرزند
- حاپی در قالب انتر، محافظ ریه، توسط نیث محافظت می‌شده است.
- ایمستی در قالب انسان، محافظ کبد، توسط ایزیس محافظت می‌شده است.
- دواموتف در قالب شغال، محافظ معده، توسط نفتیس محافظت می‌شده است.
- قبح‌سنوف در قالب قوش، محافظ روده، توسط سلکت محافظت می‌شده است.

## نگارخانه

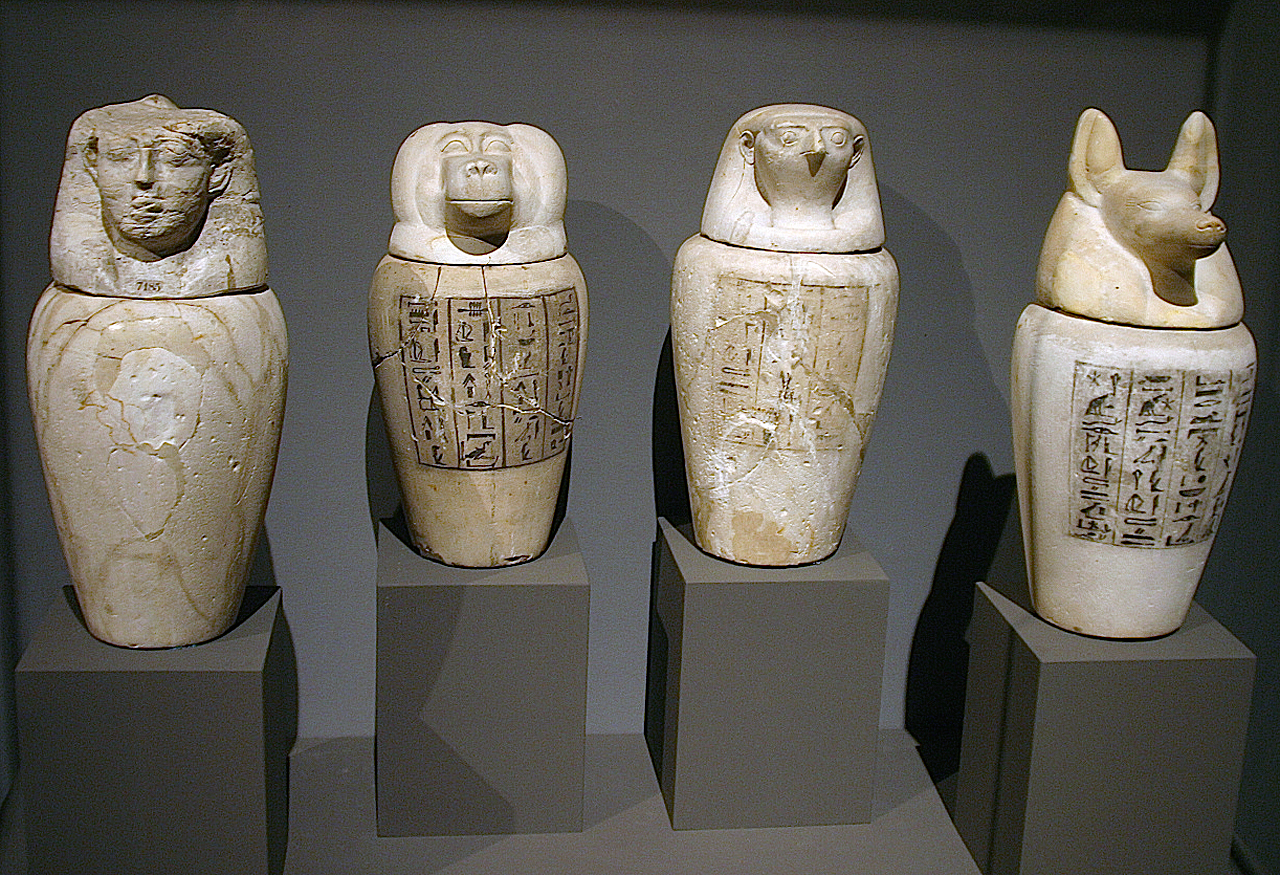
چهار فرزند هورس